# Christoph H. Seibt
Christoph Heiner Seibt (* 17. August 1965 in Hamburg) ist ein deutscher Rechtsanwalt, Attorney-at-law (New York) und Rechtswissenschaftler.
Er studierte an den Universitäten von Hamburg, Genf, Singapur, der Harvard University sowie an der Yale University Rechtswissenschaften und Philosophie. 1993 erhielt er den Master of Laws (LL.M.) von der Yale Law School, 1994 wurde er von der Universität Bielefeld zum Dr. jur. promoviert. Seine Dissertation mit dem Thema „Zivilrechtlicher Ausgleich ökologischer Schäden“ wurde mit dem Jahrespreis der Westfälisch-Lippischen Universitätsgesellschaft Bielefeld ausgezeichnet. Er ist seit 1997 Fachanwalt für Steuerrecht.
Christoph Seibt ist seit 2000 Partner der internationalen Sozietät Freshfields Bruckhaus Deringer. Schwerpunkte seiner Tätigkeit sind Gesellschaftsrecht, Kapitalmarktrecht, Mergers & Acquisitions, Fragen der Corporate Governance, die Beratung beim Krisenmanagement sowie das Steuerrecht. Er ist und war Mitglied diverser Aufsichtsräte, zum Beispiel der Otto Bock SE & Co. KGaA (bis 2021 und ab 2023) und der D+S Europe AG (bis 2006). In der Abstimmung „Legal All Stars“ des Magazins Wirtschaftswoche über die jeweils drei besten deutschen Anwälte in 25 Rechtsgebieten erreichte Christoph Seibt seit Anbeginn der Auswertung im Jahre 2020 folgende Platzierung: im Jahr 2020, Platz 1 im Rechtsgebiet Gesellschaftsrecht und in den Jahren 2021 und 2022 jeweils Platz 1 in den zwei Rechtsgebieten Gesellschaftsrecht und M&A.
Seit 2008 ist Christoph Seibt Honorarprofessor an der Bucerius Law School in Hamburg, Mitglied des Wissenschaftlichen Beirats des Institut für Unternehmens- und Kapitalmarktrecht der Bucerius Law School und Vorstand der „Stiftung Institut für Unternehmens- und Kapitalmarktrecht“, die das Institut zu finanzieren hilft. Im Jahr 2010 hatte er eine Gastprofessur (visiting professor) an der Kyoto University, Japan: in den Jahren 2012 und 2015 war er dort Gastwissenschaftler (visiting scholar). Er ist außerdem Mitglied des Vorstands der Finanzplatzinitiative Hamburg sowie Vorsitzender des Beirats der Hamburger Volksbank. Christoph Seibt veröffentlicht seit 2012 regelmäßig Kolumnen im Wirtschaftsmagazin Manager-Magazin.
Neben seinem Beruf engagiert sich Christoph Seibt für die bildende Kunst und ist Kunstsammler. Er ist seit 2003 Vorsitzender des Vorstands des Bucerius Kunst Clubs, des Fördervereins des Bucerius Kunst Forums in Hamburg. Im Frühjahr 2008 gründete er die „Gesellschaft der Freunde Thomas Herbsts“, eines Malers und Mitbegründers des Hamburgischen Künstlerklubs; er ist dort ebenfalls Vorstandsvorsitzender und gab im Jahr 2015 das Werkverzeichnis der Arbeiten Thomas Herbsts heraus. Am 9. Dezember 2018 wurde eine Folge der Sendung Lieb & Teuer des NDR ausgestrahlt, die von Janin Ullmann moderiert und im Kupferstichkabinett der Hamburger Kunsthalle gedreht wurde. Darin wurde mit dem Leiter der Galerie des 19. Jahrhunderts der Hamburger Kunsthalle Markus Bertsch sowie Christoph H. Seibt als Gast eine bisher unbekannte, unsignierte Ölstudie zweier Kinder besprochen, die von Thomas Herbst gemalt wurde und in der Neuauflage seines Werkverzeichnisses aufgenommen wird. Christoph Seibt ist außerdem Vorsitzender des Vorstands des Kunstvereins in Hamburg sowie der Hanne Darboven Stiftung in Hamburg. Vom 11. Februar bis 24. April 2022 zeigte das Bucerius Kunst Forum in der Ausstellung „Minimal Art. Körper im Raum“ 13 Werke seiner privaten Sammlung.

## Veröffentlichungen (Auswahl)
- Handbuch Lieferkettenrecht, 1. Auflage 2025 (Mitherausgeber und Autor)
- Scholz, GmbHG, 13. Auflage 2024 (Autor)
- Hommelhoff/Hopt/Leyens, Unternehmensführung durch Vorstand und Aufsichtsrat, 1. Auflage 2024 (Autor)
- Wertpapierhandelsrecht, 1. Auflage 2024 (Mitherausgeber und Autor)
- Schuldverschreibungsrecht – Kommentar, Handbuch, Vertragsmuster, 2. Auflage 2023 (Mitherausgeber und Autor)
- StaRUG, Kommentar, 1. Auflage 2023 (Mitherausgeber und Autor)
- Münchener Anwaltshandbuch GmbH-Recht, 5. Auflage 2023 (Autor)
- Habersack/Drinhausen, SE-Recht, 3. Auflage 2022, 5. Auflage angekündigt (Autor)
- Kölner Kommentar zum WpÜG, 3. Aufl. 2022 (Mitherausgeber und Autor)
- Umstrukturierung und Übertragung von Unternehmen, 6. Auflage 2021 (Mitherausgeber und Autor)
- Kartellrechtliche Leniency Programmes und Ad-hoc-Publizität nach MAR, 2021 (Mitherausgeber und Autor)
- Münchener Handbuch des Gesellschaftsrechts Band 9: Recht der Familienunternehmen, 1. Auflage 2021 (Autor)
- Kartell Compliance, 1. Auflage 2020 (Autor)
- K. Schmidt/Lutter, AktG, 4. Auflage 2020 (Autor)
- Beck’sches Formularhandbuch Mergers and Acquisitions, 3. Auflage 2018, 4. Auflage angekündigt (Herausgeber und Autor)
- Drygala/Wächter, Kaufpreisanpassungs- und Earnout-Klauseln bei M&A-Transaktionen, 2016 (Autor)
- Geschlechter- und Frauenquoten in der Privatwirtschaft, 2015 (Mitherausgeber und Autor)
- Handbuch REIT-Aktiengesellschaft, 1. Auflage 2008 (Mitherausgeber und Autor)
- Zivilrechtlicher Ausgleich ökologischer Schäden, 1994 (zugleich Dissertation Universität Bielefeld)
- Corporate Finance Law (Mitherausgeber)

## Belege
1. ↑  Christoph H. Seibt. In: www.freshfields.com. Abgerufen am 19. September 2018.
2. ↑   (Seite nicht mehr abrufbar, festgestellt im Februar 2024. Suche in Webarchiven)  Info: Der Link wurde automatisch als defekt markiert. Bitte prüfe den Link gemäß Anleitung und entferne dann diesen Hinweis.
3. ↑  https://www.kma-online.de/aktuelles/koepfe/detail/ottobock-stellt-europaeische-und-deutsche-leitung-neu-auf-a-45776. Abgerufen am 18. Juni 2021
4. ↑   (Seite nicht mehr abrufbar, festgestellt im Januar 2024. Suche in Webarchiven)  Info: Der Link wurde automatisch als defekt markiert. Bitte prüfe den Link gemäß Anleitung und entferne dann diesen Hinweis. In: handelsblatt.com
5. ↑  Claudia Tödtmann: Legal All Stars 2021: Das sind die besten Anwälte ihres Fachs. In: wiwo.de. 18. Februar 2022, abgerufen am 13. Februar 2024.
6. ↑  https://idw-online.de/de/news250169
7. ↑  Gil Eilin Jung: Christoph Seibt: Top-Jurist, Kunstförderer, Sushi-Hospitant. In: Legal Tribune Online. Abgerufen am 10. Juni 2016.
8. ↑  Vorstand & Mitglieder. In: finanzplatz-hh.de. Archiviert vom Original am 24. Juni 2016; abgerufen am 10. Juni 2016.
9. ↑  Geschäftsbericht der Hamburger Volksbank 2019, Seite 43. Abgerufen am 22. Juni 2020.
10. ↑  Zum Beispiel http://www.manager-magazin.de/unternehmen/karriere/corporate-governance-in-vuca-zeiten-a-1188378.html. Abgerufen am 24. Oktober 2018
11. ↑  http://www.hirmerverlag.de/de/titel-1-1/thomas_herbst-1273/
12. ↑  Video (Memento des Originals vom 10. Dezember 2018 im Internet Archive)  Info: Der Archivlink wurde automatisch eingesetzt und noch nicht geprüft. Bitte prüfe Original- und Archivlink gemäß Anleitung und entferne dann diesen Hinweis. Thomas-Herbst-Studie zweier Kinder auf ndr.de
13. ↑  Kunstverein in Hamburg. In: kunstverein.de. Abgerufen am 24. Oktober 2018.
14. ↑  Vorstand, Kuratorium und Beirat. Abgerufen am 23. Januar 2020.
15. ↑  Frank Kurzhals: Minimal Art: Das Spiel mit der Perfektion. In: handelsblatt.com. 17. Februar 2022, abgerufen am 31. Januar 2024.

| Personendaten    | Personendaten                                    |
| ---------------- | ------------------------------------------------ |
| NAME             | Seibt, Christoph H.                              |
| ALTERNATIVNAMEN  | Seibt, Christoph Heiner (vollständiger Name)     |
| KURZBESCHREIBUNG | deutscher Rechtsanwalt und Rechtswissenschaftler |
| GEBURTSDATUM     | 17. August 1965                                  |
| GEBURTSORT       | Hamburg                                          |